# Bactrocera notatagena
Bactrocera notatagena
 es una especie de insecto díptero que May describió científicamente por primera vez en 1953. Esta especie pertenece al género Bactrocera de la familia Tephritidae.